# 勝ノ浦部屋
勝ノ浦部屋（かつのうらべや）は、かつて存在した相撲部屋。

## 沿革
初代元十両和田津海善兵衛が部屋を経営していたが、寛政6年（1794年）6月に死去し所属力士は境川部屋に移籍した。その中に十両高根山（後の大関鬼面山与一右エ門）がいた。
文化10年（1813年）11月場所限りで現役を引退し、2代勝ノ浦を襲名した元大関鬼面山は境川部屋から独立して部屋を創設。境川部屋から連れてきた有馬山龍右エ門を大関に育てた。また高砂浦右エ門、雲早山森之助を小結に育てたが、天保3年（1832年）7月に死去し部屋は閉じられた。
境川部屋の十両岩ヶ根与市は弘化3年（1846年）3月から二枚鑑札となって部屋を経営。その後幕下高根山芳藏が部屋を継いだが師匠の死去により部屋は閉じられ所属力士は境川部屋に移籍した。その中に鬼若力之助がいた。
境川部屋所属の幕内鬼若力之助は明治7年（1874年）3月より二枚鑑札で5代勝ノ浦を襲名し、四股名も勝ノ浦 与一右エ門と改め部屋を再興した。しかし、関取を育てることはかなわず部屋を閉じた。
錦戸部屋の元十両御舟潟春吉は明治31年（1898年）5月場所限りで引退し、6代勝ノ浦を襲名。幕内滝ノ音啓五郎を育てた。一時5代宮城野親方（鳳凰馬五郎）の死去により幕内五所車菊太郎と幕下大鳥（後の横綱鳳谷五郎）を預かっていたが、五所車が二枚鑑札で6代宮城野を襲名し独立している。その後の大正5年（1916年）5月に6代勝ノ浦（元十両・御舟潟）が死去したため、幕内滝ノ音（当時の四股名は御舩潟大五郎）が二枚鑑札で7代目を襲名した。しかし、弟子を育てることはなく昭和2年（1927年）1月限りで部屋を閉じ、自身は時津風部屋の部屋付き親方となった。